# Gogol Bordello
Gogol Bordello es un grupo de gypsy punk originalmente formado en Lower East Side, Nueva York en 1999, con integrantes de distintas nacionalidades del mundo. Uno de sus rasgos más característicos son sus frenéticas presentaciones teatrales, y otro su sonido inspirado en la música gitana. La mayor parte de sus miembros son inmigrantes de Europa del este, y el grupo utiliza sonidos de acordeón y violín y, en algunos de sus discos, saxofón y música de cabaret, punk y dub.
En una entrevista para la National Public Radio, el líder Eugene Hütz citó a Band Of Gypsys, Parliament y Funkadelic como influencias musicales del grupo, y a Nikolái Gogol (homenajeado en el nombre de la banda), como una influencia ideológica. Entre sus influencias también están Manu Chao, Fugazi, Kalpakov, Rootsman y The Clash.
El grupo lanzó su primer sencillo en 1999, y desde entonces han publicado dos álbumes, un EP y un álbum en colaboración con Balkan Beat Box. En 2005, el grupo firmó con la discográfica de punk rock SideOneDummy Records.
La grabación de "Start Wearing Purple" del disco Voi-La Intruder, les dio a conocer en el Reino Unido, y fue regrabada para su disco Gypsy Punks, convirtiéndose en su primer sencillo internacional. “Not a Crime” fue seleccionado como segundo sencillo.
La melodía de "Start Wearing Purple" aparece en varias escenas a lo largo de la película de 2005 Everything Is Illuminated, y en los títulos de crédito se oye la canción con letra; es también la última canción de la banda sonora. Además, Eugene Hütz tuvo un papel protagonista en el filme.

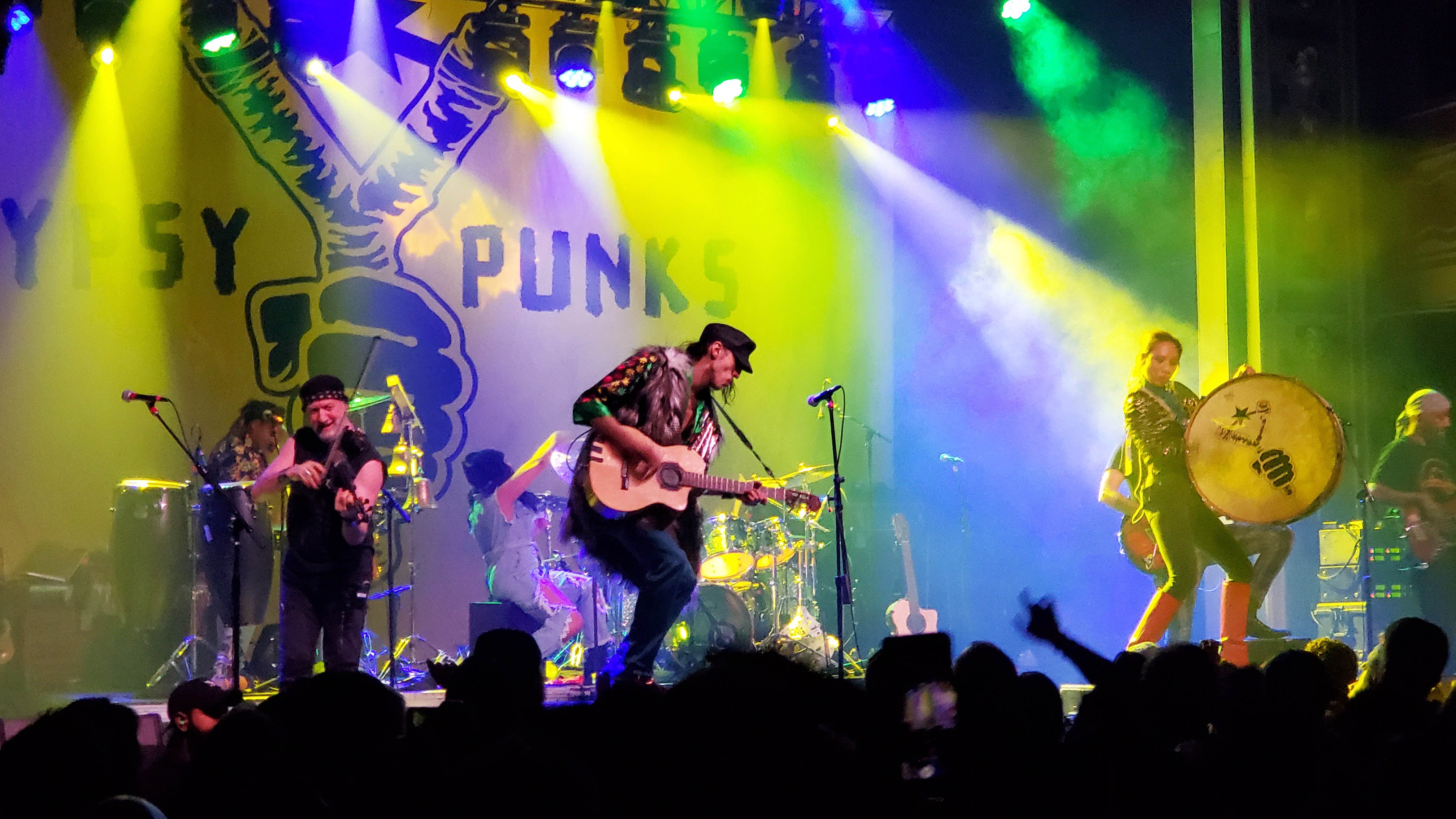
Gogol Bordello en Webster Hall, New York (2019)

Varios miembros de la banda, junto con miembros de Balkan Beat Box, tienen un proyecto paralelo que mezcla dub y música electrónica, llamado J.U.F. (Jewish-Ukrainian Freundschaft).
El 7 de julio de 2007, actuaron en una presentación en vivo en el Live Earth (Londres) junto a Madonna, con la que compartieron escenario, mientras juntos cantaban "La Isla Bonita".
El 8 de junio de 2012, se usó un fragmento de su canción "Super Taranta", para darle música a la ceremonia de apertura de la Eurocopa 2012, en el Estadio Nacional de Polonia.

## Miembros

### Formación actual
- Eugene Hütz - Voz, Guitarra, Percusión (1999-presente)
- Sergey Ryabtsev - Violín, Coros (2000-presente)
- Pasha Newmer - Acordeón, Coros (2013-presente)
- Thomas Gobena - Bajo, Coros (2006-presente)
- Boris Pelekh - Guitarra, Coros (2015-presente)
- Oliver Charles - Batería (2009-presente)
- Pamela Jintana Racine - Percusión, Coros,  Baile (1999-presente)
- Pedro Erazo - Percusión, MC (2007-presente)

### Exintegrantes
- Oren Kaplan, vocal de apoyo, guitarra (2000-2012)
- Elizabeth Sun, vocal de apoyo, percusión, baile (2004-2016)
- Eliot Ferguson, batería (1999-2009)
- Karl Álvarez, bajo (? - ?)
- Rea Mochiach, vocal de apoyo, bajo, percusión, sintetizador (2005)
- Sasha Kazatchkoff, acordeón (1999)
- Vlad Solovar, guitarra (1999)
- Ori Kaplan, vocal de apoyo, saxofón (2001-2004)
- Susan Donaldson, vocal de apoyo, percusión, baile (? - ?)
- Chris Tattersall, vocal de apoyo, batería (? - ?)
- Yuri Lemeshev, vocal de apoyo, acordeón (2001-2013)
- James Ward, acordeón (? - ?)
- Andra Ursuta, vocal de apoyo, percusión, baile (? - ?)
- Katheryn McGaffigan, vocal de apoyo, percusión, baile (? - ?)

### Miembros adicionales
- Stevhen Koji Iancu "Stefanko", acordeón (Gira Gypsy Punk)

## Discografía

### Discos
- Voi-La Intruder – 1999. Rubric Records.
- Multi Kontra Culti vs. Irony - 2002. Rubric Records.
- Gypsy Punks: Underdog World Strike - 2005. SideOneDummy Records.
- Super Taranta! - 2007. SideOneDummy Records.
- Live From Axis Mundi - 2009. SideOneDummy Records. Disco en vivo con DVD.
- Transcontinental Hustle - abril de 2010. Columbia Records
- Pura Vida Conspiracy - 2013
- Seekers and Finders - 2017
- Solidaritine - 2022

### EP
- East Infection - 2004. Rubric Records.

### Sencillos
- When the Trickster Starts a-Poking - 2002 Rubric Records.
- Start Wearing Purple - 2006 SideOneDummy Records.
- Sally - 2006 SideOneDummy Records.
- Not A Crime - 2006 SideOneDummy Records.
- Wonderlust King - 2007 SideOneDummy Records.

### Compilados
- Punk Rock Strike Vol.4 - 2003 Sprigman Records.
- 2005 Warped Tour Compilation - 2005 SideOneDummy Records.
- 2006 Warped Tour Compilation - 2006 SideOneDummy Records.
- Gypsy Beats and Balkan Bangers - 2006 Atlantic Jaxx.
- The Rough Guide to Planet Rock - 2006 World Music Netwotrk.
- 2007 Warped Tour Compilation - 2007 SideOneDummy Records.

### Otros Proyectos
- Gogol Bordello vs. Tamir Muskat - Colaboración con miembros de Balkan Beat Box bajo el nombre Jewish-Ukrainishe Freundenschaft (J.U.F), el proyecto paralelo de Hütz. 2004. Stinky Records.